# Sukiya
Sukiya, parfois orthographié Soukiya en raison de sa prononciation, est un jeu vidéo annulé d'aventure, développé par Lankhor, et prévu sur Amiga, Atari ST et PC. Il aurait dû être le troisième volet des aventures du détective Jérôme Lange, après Le Manoir de Mortevielle et Maupiti Island.

## Synopsis
Après un périple sur les mers, et son escale forcée sur l'île de Maupiti, Jérôme Lange débarque finalement au Japon et se rend dans le monastère zen de Daïbutsu pour y retrouver son vieil ami Max. Le cadavre du professeur Camus, chimiste de renommée mondiale, et de nouveaux mystères l'y attendent...

## Développement
Souhaitant éviter de renouveler le vide de presque 3 ans entre Le Manoir de Mortevieille et de sa suite, Lankhor annonce très tôt le développement de Sukiya. On parle rapidement d'une sortie pour le deuxième semestre 1990. Le jeu doit reprendre le système des précédents opus de la série, et les ingrédients qui en ont fait le succès : des graphismes soignés, la synthèse vocale, et un scénario bien ficelé.
A l'été 1990, les premiers travaux de Stéphane Polard, graphiste du jeu,, commencent à circuler, et confirment une interface semblable à celle de Maupiti Island et une ambiance japonisante.
Mais au même moment, Lankhor se lance dans l'adaptation de son jeu d'aventure textuel La Secte noire en aventure graphique digne des ordinateurs 16-bits.
Fin 1991, le scénariste Sylvian Bruchon,, confie qu'il vient de terminer l'écriture de Sukiya, et on espère le jeu pour le printemps. La sortie du jeu est reportée à la rentrée 1992, puis espérée pour Noël,, mais est très rapidement repoussée en avril 1993, juste après celle de Black Sect en février.
Lorsque Black Sect sort enfin en 1993, c'est un échec commercial retentissant. Lankhor cesse immédiatement le développement de jeux d'aventure pour se concentrer sur ses licences sportives (Vroom Multi-Player, F1...) . Sukiya passe à la trappe, malgré une brève réapparition dans le planning des sorties de janvier 1995.
En 1999, Lankhor évoque soudain lors d'une interview « un scénario tout prêt, qui est la suite de Maupiti Island, et qui se prêterait très bien à un univers 3D ». La rumeur d'un Sukiya 3D se répand rapidement chez les fans. Malheureusement, avec les difficultés financières de Lankhor, puis sa fermeture en 2001, ce projet ne verra jamais le jour.

## Tentative de remake
En juin 2018, le groupe Z-Team, spécialisé dans la création de homebrews et de portages sur Mega Drive, annonce travailler sur une version pour la console de Sega, à partir des ressources graphiques originales dont il dispose.
Cependant, quelques mois plus tard, le groupe arrête son développement à la demande de Jean-Luc Langlois, ancien cofondateur dirigeant de Lankhor, afin selon lui de ne pas interférer dans le projet en cours de remake de Maupiti Island qui pourrait, s'il réussit, permettre à Sukiya de voir le jour.